# Харразан (дегестан)
Харразан (перс. خرازان) — дегестан в Ірані, в Центральному бахші, в шагрестані Тафреш остану Марказі. За даними перепису 2006 року, його населення становило 1102 особи, які проживали у складі 467 сімей.

## Населені пункти
До складу дегестану входять такі населені пункти:
- Абрагдар
- Ґаз'їн
- Джалаєр
- Дізадж
- Кандедж
- Сарабадан
- Фарісмане
- Ханак
- Харразан